# صورة القرص
صورة القرص (بالإنجليزية: Disk image)، في علم الحوسبة هو ملف حاسوب (بالإنجليزية: Computer file) يحتوي على محتويات وهيكل حجم قرص أو جهاز تخزين بيانات كامل، مثل القرص الصلب، الشرائط المغناطيسية، القرص المرن، القرص البصري أو وحدة الذاكرة الفلاشية. وعادة ما يتم إنشاء صورة القرص عن طريق إنشاء نسخة من قطاعات المصدر (من كل قطاع على حدة)، وبالتالي نسخ بنية ومحتويات جهاز التخزين بشكل مستقل عن نظام الملفات (بالإنجليزية: File System). اعتمادا على امتداد صورة القرص، قد تحتوي صورة القرص على نوع واحد أو أكثر من ملفات الكمبيوتر.
قد يكون امتداد الملف معيارا مفتوحا، مثل امتداد صورة إسو لصور القرص البصري، أو قد تكون صورة القرص فريدة لتطبيق برنامج معين.
حجم صورة القرص يمكن أن يكون ضخما لأنه يحتوي على محتويات القرص بأكمله. للحد من متطلبات التخزين، يمكن استعمال إحدى البرامج التي تقوم بصنع صور الأقراص قصد حذف المساحة غير المستخدمة، كما يمكن أيضا ضغط البيانات المستخدمة.

## التاريخ

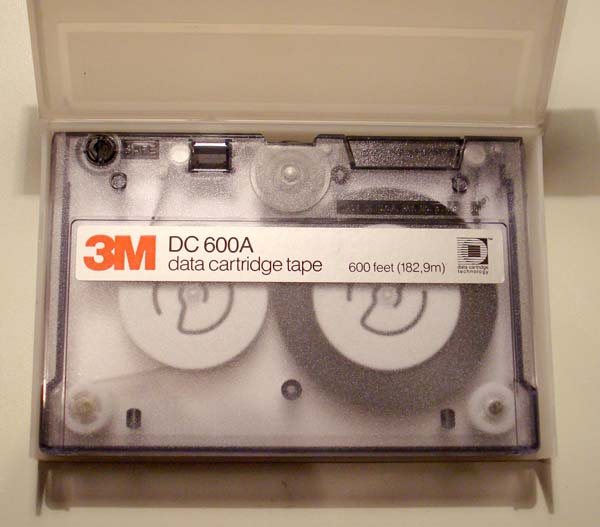
شريط مغناطيسي.

صور القرص كانت في الأصل (في أواخر 1960) مستخدمة في النسخ الاحتياطي واستنساخ الأقراص من طرف شركات الإعلام، كانت في وقت مبكر ذات سعة تخزينية صغيرة فكانت مابين 5 ميغا بايت و330 ميغا بايت، وكانت السعة التخزينية المتوسطة هي سعة الشريط المغناطيسي، والتي كانت ذات سعة تخزينية 200 ميغا بايت لكل بكرة.
أصبحت صور القرص أكثر شعبية عندما أصبحت الوسائط المحفوظة بالأقراص المرنة شعبية عند العموم، حيث كان تكرار أو تخزين نفس البنية بطريقة دقيقة ضروريا وفعالا، وخاصة في حالة نسخ الأقراص المرنة المحمية.

## الإستعمالات
يتم استخدام صور القرص بشكل كبير لعمل نسخ للوسائط البصرية بما في ذلك أقراص دي في دي، وأقراص بلو راي، وما إلى ذلك كما أنها تستخدم لإنشاء نسخ مثالية للأقراص الصلبة.
بإمكان القرص الافتراضي محاكاة أي نوع من محرك الأقراص الفعلية، مثل محرك الأقراص الصلبة، محرك الأقراص الشريط، وحدة الذاكرة الفلاشية، محرك الأقراص المرنة، القرص المظغوط / دي في دي / قرص بلو راي / أسطوانات الفيديو الرقمية فائقة الدقة أو مشاركة الشبكة وغيرها؛ وبطبيعة الحال، كونها غير مادية، فهي تتطلب جهاز قارئ افتراضي متطابق معها (انظر أدناه). وعادة ما يتم إنشاء محرك محاكاة إما في ذاكرة الوصول العشوائي للوصول السريع للقراءة / الكتابة (المعروفة باسم قرص الرام)، أو على القرص الصلب. وتشمل الاستخدامات الغالبة لمحركات الأقراص الافتراضية تركيب صور القرص للأقراص المدمجة وأقراص الفيديو الرقمية، وتركيب الأقراص الصلبة الافتراضية لغرض تشفير القرص عن طريق ما يعرف بتشفير القرص على الطاير ("OTFE").
بعض أنظمة التشغيل مثل لينكس وماك تتوفر على محرك أقراص افتراضي مضمن (مثل أداة التحلق)، في حين أن البعض الآخر مثل الإصدارات القديمة من ميكروسوفت ويندوز تتطلب برامج إضافية. بدءا من ويندوز 8، يتضمن ويندوز وظيفة محرك أقراص افتراضي مضمنة.
وعادة ما تكون محركات الأقراص الافتراضية للقراءة فقط، وتستخدم لتركيب صور القرص الموجودة التي لا يمكن تعديلها بواسطة محرك الأقراص. ومع ذلك بعض البرامج توفر محركات أقراص مضغوطة سي دي / دي في دي افتراضية والتي يمكن أن تنتج صور قرص جديدة. هذا النوع من محرك الأقراص الافتراضي يتخد مجموعة متنوعة من الأسماء، بما في ذلك «الحارق الافتراضي».

## الإنشاء
يمكن إنشاء صورة قرص باستخدام برنامج مناسب. مختلف برامج إنشاء صورة القرص تتميز بقدرات مختلفة، وقد تركز على صور القرص الصلب (بما في ذلك النسخ الاحتياطية للقرص الصلب، واستعادته وطرحه)، أو صور الوسائط البصرية (صور الأقراص المظغوطة سي دي / دي في دي).
منشيء القرص الافتراضي أو الحارق الافتراضي هو برنامج كمبيوتر يحاكي جهاز تأليف القرص الفعلي مثل كاتب السي دي أو كاتب دي في دي. بدلا من كتابة البيانات على قرص فعلي، فإنه ينشئ صورة قرص افتراضي. الحارق الافتراضي، يظهر بحكم التعريف، كمحرك أقراص في النظام مع قدرات الكتابة (على عكس برامج تأليف القرص التقليدية التي يمكن أن تخلق صور القرص الافتراضية)، وبالتالي مما يسمح للبرامج التي يمكن أن تحرق الأقراص لإنشاء أقراص افتراضية.

## صيغ الملفات
في معظم الحالات، ترتبط صيغ الملف بحزمة برامج معينة. كل برنامج يستخدم صيغته الخاصة، وغالبا ما يكون مملوك، غير أن بعض الصيغ تكون معتمدة على نطاق واسع من خلال معايير مفتوحة. وهذه الصيغ تكون مدعومة تقريبا من قبل جميع برامج القرص البصري